# خافيير كاساس
خافيير كأساس كويفاس (بالإسبانية: Javi Casas)، من مواليد 9 مايو 1982 في بلباو في إسبانيا، لاعب كرة قدم إسباني.
بدأ مسيرته الكروية مع نادي باسكونيا في موسم 2000/2001، وشارك معهم في 11 مباراة وسجل هدفين، وفي عام 2001 انتقل إلى نادي بلباو أثلتك، ولعب معهم حتى عام 2004، وشارك معهم في 72 مباراة وسجل 3 أهداف، ومنذ عام 2004 وهو يلعب مع نادي أثلتك بلباو.

## روابط خارجية
- خافيير كاساس على موقع قاعدة بيانات كرة القدم.إي يو (الإنجليزية)
- خافيير كاساس على موقع Soccerway.com (الإنجليزية)
- خافيير كاساس على موقع كووورة